# 釜山環形防禦圈戰役
釜山环形防御圈戰役（英語：Battle of Pusan Perimeter）亦稱釜山橋頭堡戰役（韓語：부산 교두보 전투），是朝鮮戰爭中大韓民國及聯合國軍和朝鮮人民軍在韓國僅存的領土——釜山周邊至洛东江一带的環狀防線進行的戰事；人民軍在1950年8月起竭盡全力圍攻，企圖攻破這條防禦線結束戰爭。但是在以美軍為首的聯合國軍抵抗住6週的圍攻後，最後依靠1950年9月15日發起的仁川登陸戰役成功解圍。

## 戰事經過

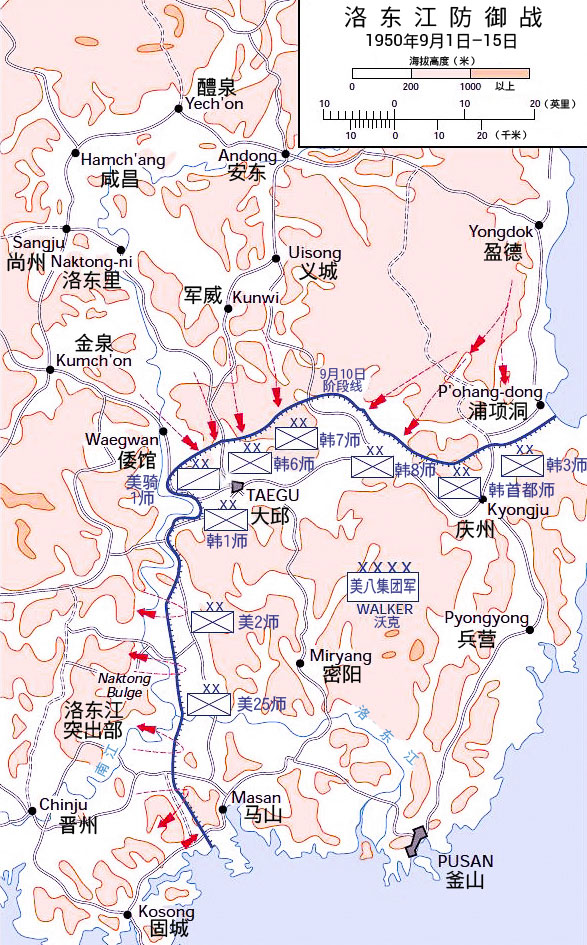
1950年9月份时的釜山环形防御圈

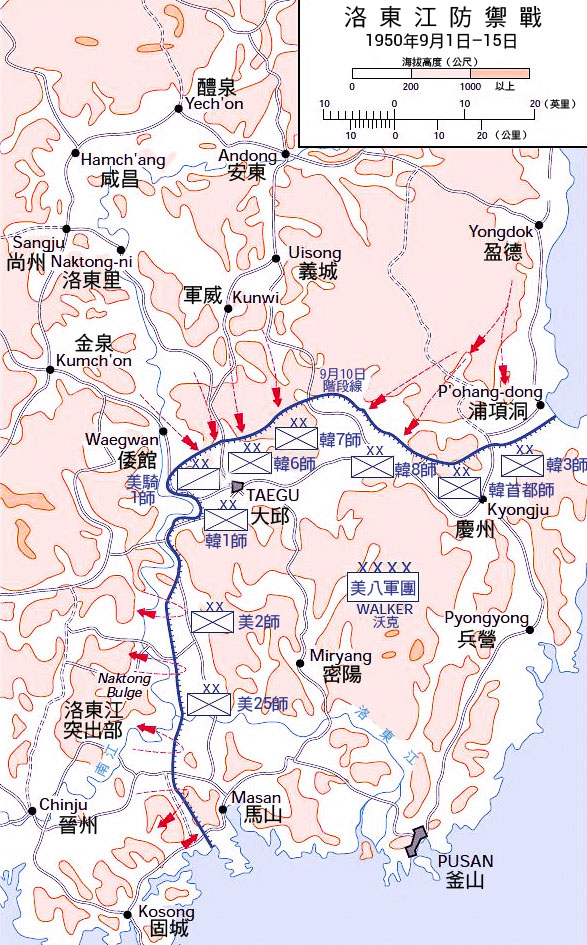
1950年9月份時的釜山環形防禦圈

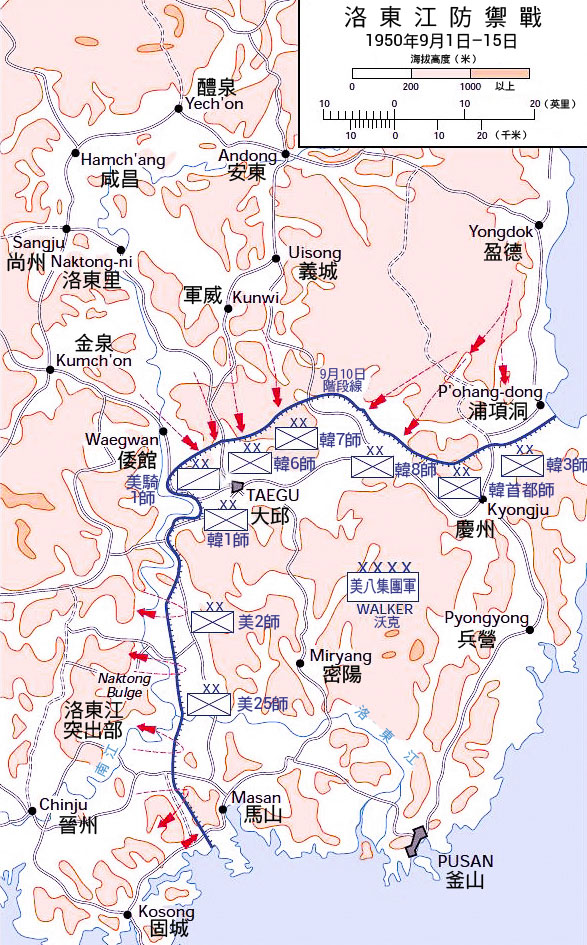
1950年9月份時的釜山環形防禦圈

朝鮮民主主義人民共和國與韓國本以三八线為臨時分界線，由蘇聯與美國各自扶持韓國政軍要人組成政府，但由金日成為首的朝鲜人民军在得到蘇聯與中華人民共和國首肯與軍援後，在1950年6月25日至7月底發動了大規模攻勢，致使大韓民國國軍潰退；聯合國決議派遣地面部隊增援大韓民國免其毀滅，美國首先派軍赴韓，但面對準備齊全的朝鮮人民軍首戰告敗。大田戰役後，朝鮮人民軍開始朝南方迂迴，計畫同時從北邊與西邊夾擊釜山，將收縮在該處之聯合國軍完全殲滅；而聯合國軍則在8月開始以大邱為核心防禦釜山，在釜山北面以浦項市至大邱為北側防線端點、西側沿洛東江防禦整個洛東江三角洲下游區域，整條為完整連接的橢圓形防線，後世稱釜山环形防御圈。
1950年8月4日至9月18日期間，雙方在該防禦圈一帶進行的攻防戰則稱為釜山戰役。釜山戰役期間聯合國部隊得到持續增援，固守防線持續擊退朝鮮人民軍。而由美國增援的聯合國軍則有多數在指揮官麥克阿瑟將軍的策劃下，投注在於9月份的仁川登陸作戰之中。仁川登陸的巨大成功，給予南進持續作戰痺疲交加的朝鮮人民軍在心理與物資補給上的最後關鍵一擊；在38度線以南的朝鮮人民軍在得知仁川失守後開始發生大規模潰退，堅守釜山防線的聯合國軍則從9月15日後出兵逆襲北征收復失土，釜山环形防御圈完成戰略功能後自然消失。

## 戰場地形
釜山環型防禦圈的整體長度約230公里長，北側的戰線因丘陵等崎嶇地形較不規則，但因此在該地的戰鬥部隊展開也較為困難，因此被聯合國軍選定為防線設置的最佳地點；西側戰線則沿著洛東江以東設置防線，僅在最南端約15公里的戰線跨越洛東江以西設防，為洛東江突出部。
1950年的韓國遭遇史上少有的旱災，在1950年7-8月間，韓國降雨量只有130公厘（歷史平均為510公厘），缺水導致兩邊軍隊都缺乏乾淨飲水，並讓戰場有著高溫環境（最高曾出現攝氏41度），惡劣的夏季氣候造成雙方部隊皆受到嚴重的非戰鬥傷病減員現象所苦。

## 參戰部隊
朝鮮人民軍在1950年6月揮師南下之際，為一支有10個師編制，其中一支為全機械化裝甲部隊，約有9萬戰鬥人員的戰鬥組織。
雖然大韓民國國軍與美軍屢戰屢敗，但犧牲並非毫無成果，北韓統計在1950年7月時它們已經因戰死傷折損58,000人、100輛戰車；為了彌補戰損，朝鮮人民軍除了向中共與蘇聯要求更多的戰鬥物資補充戰損，同時並在38度線以南抓伕補充損失，光在漢城就強徵了1萬6千名學生作為「義勇軍」使用，這些人和早期開戰初的戰力相比訓練極為缺乏；同時，朝鮮徵召了30萬的民工維持補給線，這些人提供的給養勉強維持南攻的人民軍部隊戰鬥能力。但在數量上，朝鮮人民軍共有12個步兵師、1個裝甲師朝聯合國防線進行圍攻；詳細數目因當時戰爭混亂之困已無法精確考據，但在8月5日攻勢發動之際，朝鮮人民軍大致上有7萬戰鬥人員、由3000位較為訓練有素的機械化部隊率領著40輛T-34戰車。
聯合國軍方面，雖然開戰前在遠東地區的陸軍實力不足，但是杜魯門政府釋出大量在二戰後封存的武器補充軍隊耗損，在7月後美國開始徵召退伍軍人復役參戰，這些復役兵在8月初陸續運達美軍於日本的各處駐地，進行短暫的戰鬥訓練後陸續運達朝鮮戰場補充戰損缺員，但彈藥短缺仍是聯合國軍陸上部隊未能克服的後勤挑戰。麥克阿瑟在8月4日匯報給聯合國之資料顯示在釜山防禦圈內有141,808位聯合國部隊（包含非戰鬥人員）、其中美軍地面戰鬥部隊有47,000人、大韓民國軍有45,000人；聯合國軍具有釜山周邊完全的制空權、制海權；包括美國第七艦隊、美國第五航空隊數百架戰鬥轟炸機在戰役期間為聯合國軍維持大量的地面火力支援，除了摧毀補給線外，也大量破壞對橋梁、主要幹道，阻止朝鮮人民軍戰力恢復。
朝鮮人民軍官兵戰爭經驗雖然較大韓民國軍豐富，但是它們的後勤體系並不健全。蘇聯人在協助建軍時也導入了它們的後勤補給思想，但是蘇聯軍隊的後勤非常仰賴鐵路，輜重由鐵路運輸到前線補給集結區，再由野戰部隊自行設法將物資攜回部隊，一般野戰部隊多半會配備運輸卡車，在缺少機械化載具時則由手推車甚至是人力駝運攜回，可以看出，從基地到野戰端這段的後勤效率非常差，這缺陷尤其在野戰部隊開始移動時更為明顯，由鐵路為重心的後勤集結區與卡車就成為聯合國軍的攻擊重點。蘇聯來的援助物資主要集結點是元山調車場與咸興調車場，在7月初即成為聯合國軍的主要目標，尤其是元山還擔負了平壤與蘇聯的通訊節點功能，更被聯合國重視，也是第五航空隊空襲的主要目標。而在朝鮮半島南部，在聯合國軍撤退後的淪陷區鐵公路橋梁都成為聯合國軍摧毀的目標，完全制空權成為聯合國軍滯遲陸地進軍的主要手段。由於從後端到前端遭到完整打擊，雖然補給線未被全面斷絕，朝鮮人民軍從7月之後後勤部隊已無法在白天行動，只能在夜間移動，效率大降。後方運輸的物資也被縮減到以重要品項為主，如燃料與彈藥。就朝鮮人民軍統計，1950年8月底時他們控制的區域的交通動線已經有80%遭聯合國軍摧毀，後勤能量被縮減的副作用是朝鮮人民軍必須從佔領區中搜刮無力運輸的後勤項目，如糧食與醫療品等。朝鮮指揮官允許就地徵集物資的後果就是助長了戰爭犯罪發生。
聯合國軍在8月後持續有部隊自釜山上岸增援第八軍團的耗損，包括美國陸軍第2步兵師、美國陸軍第5步兵團、美國海軍陸戰隊暫編第1旅、英國陸軍第27步兵旅。相對於準備不足的第八軍團，1950年8月以後增援的部隊裝備完整，且至少配發了500輛的戰車，這些部隊很快地就被華克將軍投入前線支援。

## 戰役前的相關接觸
朝鮮人民軍進攻始於1950年6月25日星期日凌晨，猛烈炮击南方後，便大舉進攻分界线以南的韩國军。四小时内，人民軍的坦克和步兵突破了韩國军防线，直取汉城。朝鲜人民军节节胜利，並先後奪取多個要邑：
- 6月28日：夺取大韓民國首都漢城
- 7月20日：攻陷大田
- 7月24日：占领木浦
- 7月31日：占據晋州

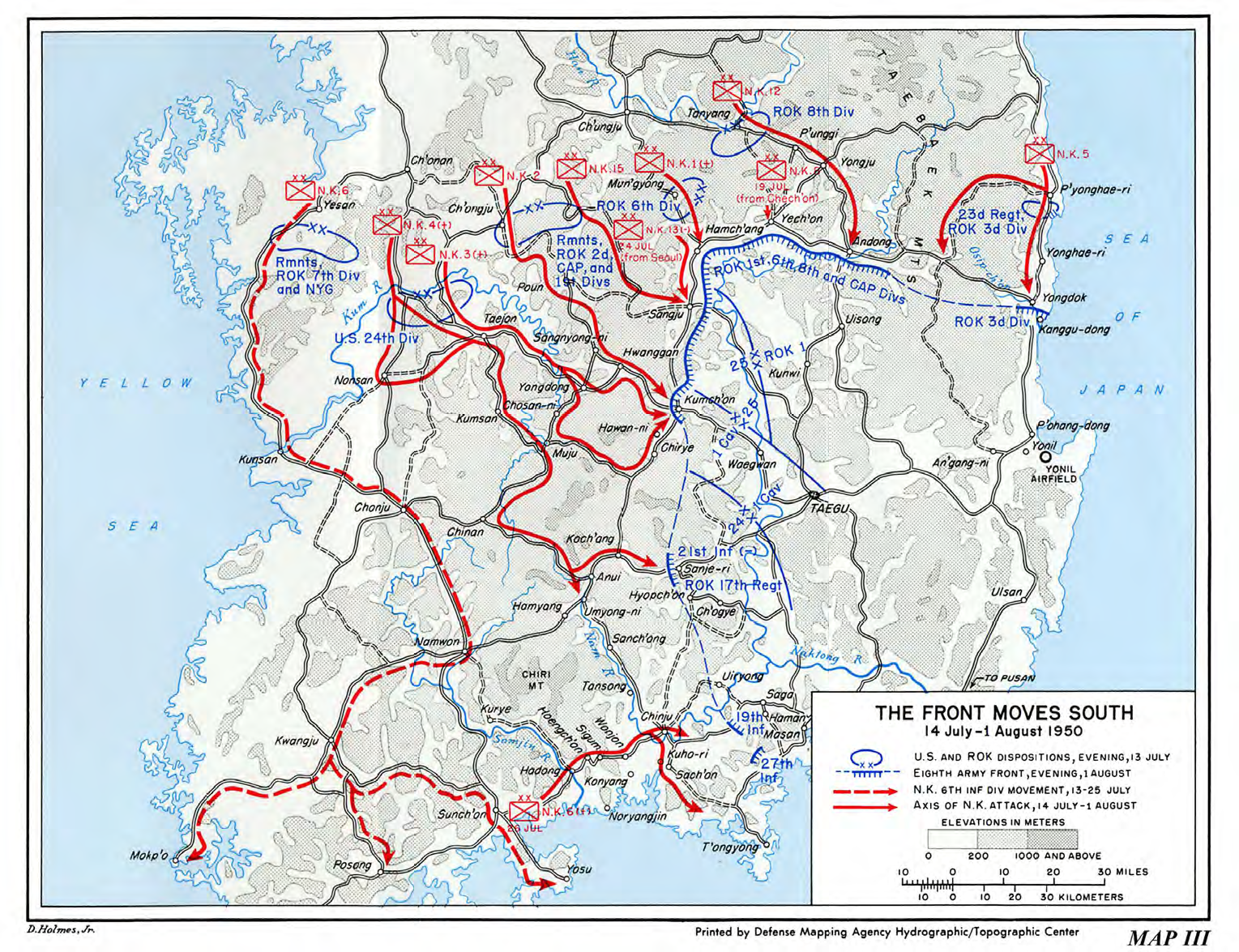
至1950年8月前，朝鮮人民軍的進軍路徑

聯合國通過決議援韓後，卻因美國在遠東大規模撤裁兵力的政策導致1950年戰爭爆發時幾無可增援之兵，距離最近的援兵是當時司令部駐紮日本的美國第八軍團第24步兵師，但是該師也因為預算裁減之災導致部隊訓練不足、武器過時。原本美國希望24步兵師可以滯遲人民軍攻勢為後續增援爭取時間，但1950年7月烏山戰役首度交鋒時，史密斯特遣隊的慘敗讓美軍了解馳援部隊都自身難保的困境。但24步兵師在朝鮮半島中部仍持續抵抗，直到7月14日大田戰役期間才遭擊潰，7月20日全師潰退之際失去編制裝備的60%、編制兵力的45%（死傷及失蹤總計7,305人），連師長威廉·弗里希·迪安少將都在該戰役後被俘；24步兵師崩潰前爭取到的半個月時間讓聯合國軍有辦法加緊腳步增援，在7月後每日都有新的聯合國增援不斷登上朝鮮半島土上。
1950年7月15日、美國陸軍第1騎兵師自橫須賀乘船，由第90特遣艦隊護衛，7月18日當日半夜登陸慶尚北道浦項洞，該夜增援提供了1萬名士兵、2,000輛各式車輛、2800噸左右的物資，登陸後的美軍立刻北進阻止朝鮮人民軍南下；第1騎兵師原本任務是增援大田，但是在進軍途中了解前線潰退，因此在金泉短暫駐守構築前沿防線；第25步兵師隨後增援登陸，在永同、尚州展開防線，對抗人民軍。25步兵師其下轄之第27步兵團在7月22日爆發之黃澗戰役成功滯遲朝鮮人民軍第2師5天的進軍時間後成功後撤，25師的其它部隊則配合收攏的大韓民國軍擋下了朝鮮人民軍第15師到7月底甫後撤。
韓國國軍雖被打得措手不及，初期也節節敗退，但尚有約3萬8千人左右的部隊自漢城南撤重整，這些部隊後來重整為5個韓國師，分別由大韓民國第1軍與大韓民國第2軍指揮；並控制防禦住北韓南下時可能必須經過的幾座重要城市試圖遲滯人民軍，在北韓南下之際為了突破這些城市耗費了相當心力，韓國軍在7月下旬的安東戰役甚至成功擊退人民軍。最終聯軍被逼退到釜山附近的洛东江一带，形成釜山环形防御圈。1950年7月26日，美國第八集团军司令華克中將下令部隊收攏在釜山防線一帶；7月27日，麥克阿瑟搭乘專機飛赴大邱視察戰況，當時的戰況有讓美軍回想起1940年歐戰的敦克爾克撤退，但麥克阿瑟在當時的高層密會中下令「韓國不能成為敦克爾克」，聯合國軍決定在朝鮮半島的土地上繼續和人民軍對抗。7月31日，朝鮮人民軍攻下晉州，聯合國軍在審訊俘虜始知人民軍小白山脈的錦江處動用了2個師規模的兵力朝西南方迂迴朝釜山攻擊，華克了解到釜山西側的現有兵力密度不足，無法阻止人民軍使用他們擅長的迂迴穿透戰術，因此決定所有部隊撤回洛東江以東，拆除洛東江上所有橋梁，堅守防線，不得再有後退；這決策除劃出兩軍明確戰線避免混淆且完備戰場經營，也為華克中將重編各處奔波耗損過度的第八軍團爭取時間。
這也形成了聯軍在朝鮮半島戰場上的最後防線。

## 聯合國陣營反攻
8月6日，麦克阿瑟将军於日本东京与一些高级军官会面，并说服這些军官实行风险很大的仁川登陆计划，企圖反攻。人民軍第一波圍攻則從8月5日持續到8月24日，原本希望在8月15日光復日之前攻佔釜山，但是在聯合國軍的海空優勢加上陸地部隊的強力抵抗下失敗。第二波圍攻從8月31日至9月中旬。
9月15日，麥克阿瑟登上其旗艦麥金利山號，並親自督戰。在美國和英國約300多艘军舰和約500多架飞机的掩护下，美軍第10軍成功登陆了仁川，並从朝军后方突袭，切斷了朝鮮半岛的蜂腰部一線，成功迅速夺回了仁川港及其附近岛屿。9月16日，釜山环形防御圈的联合国军隊借势反攻，從釜山环形防御圈這個防線出擊。9月27日，阿尔蒙德軍長的第10軍与釜山环形防御圈的部队於水原市附近会師，後來成功夺回漢城。